# Reserva natural Castillos de Pincheira

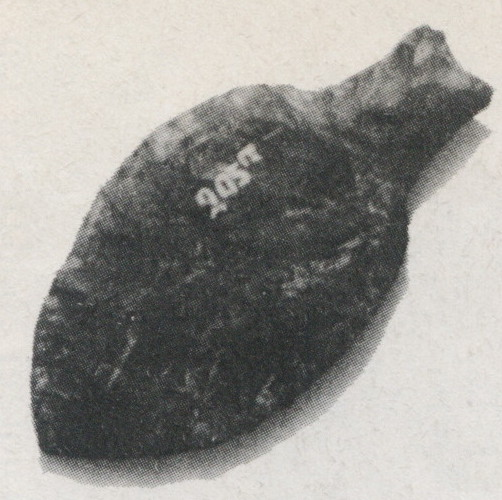
Punta de fletxa huarpe

La reserva de paisatge protegit Castillos de Pincheira és una àrea natural protegida de l'Argentina situada 27 km a l'oest de la ciutat de Malargüe, província de Mendoza.
És un monument natural tallat per accions erosives, principalment glacials, té estranyes característiques. S'assembla a un castell gegantesc, amb les torres envoltades de cons de material sedimentari, als peus del qual corre el riu Malargüe, i a uns metres el rierol Pincheira.
Conta la tradició que aquest paratge era refugi del bandit al servei dels reialistes germans Pincheira i les seues hosts, amb les quals realitzaven les seues corregudes entre els anys 1811 i 1833. Als voltants, es poden trobar puntes de fletxes i restes de ceràmica indígena de la cultura huarpe i més tard de la cultura maputxe.

La llei provincial núm. 6691 sancionada el 22 de juny de 1999 creà la reserva de paisatge protegit Castillos de Pincheira, de 650 ha i els límits de la qual es definiren així:
| « | Nord: tram de la llera del riu Malargüe entre les desembocadures dels rierols Seco i del Sauce; Sud: línia recta que ix des de la font del rierol Seco fins a la del rierol del Sauce. Est: rierol del Sauce des de la font fins a la desembocadura en el riu Malargüe. Oest: tierol Seco des de la font fins a la desembocadura en el riu Malargüe. | » |